# Copa do Mundo de Críquete de 1996
A Copa do Mundo de Críquete de 1996 foi a sexta edição do torneio e foi realizada na Índia, no Paquistão e no Sri Lanka.

## Países Participantes
| África                              | Américas            | Ásia                                                     | Europa                       | Oceania                     |
| ----------------------------------- | ------------------- | -------------------------------------------------------- | ---------------------------- | --------------------------- |
| - Quênia - Zimbabwe - África do Sul | - Índias Ocidentais | - Emirados Árabes Unidos - Índia - Paquistão - Sri Lanka | - Inglaterra - Países Baixos | - Austrália - Nova Zelândia |

## Resultados

### Grupo A
| Time              | Pts | J | V | D | SR | E | PLC   |
| ----------------- | --- | - | - | - | -- | - | ----- |
| Sri Lanka         | 10  | 5 | 5 | 0 | 0  | 0 | 1.60  |
| Austrália         | 6   | 5 | 3 | 2 | 0  | 0 | 0.90  |
| Índia             | 6   | 5 | 3 | 2 | 0  | 0 | 0.45  |
| Índias Ocidentais | 4   | 5 | 2 | 3 | 0  | 0 | −0.13 |
| Zimbabwe          | 2   | 5 | 1 | 4 | 0  | 0 | −0.93 |
| Quênia            | 2   | 5 | 1 | 4 | 0  | 0 | −1.00 |

### Grupo B
| Time                   | Pts | J | V | D | SR | E | PLC   |
| ---------------------- | --- | - | - | - | -- | - | ----- |
| África do Sul          | 10  | 5 | 5 | 0 | 0  | 0 | 2.04  |
| Paquistão              | 8   | 5 | 4 | 1 | 0  | 0 | 0.96  |
| Nova Zelândia          | 6   | 5 | 3 | 2 | 0  | 0 | 0.55  |
| Inglaterra             | 4   | 5 | 2 | 3 | 0  | 0 | 0.08  |
| Emirados Árabes Unidos | 2   | 5 | 1 | 4 | 0  | 0 | −1.83 |
| Países Baixos          | 0   | 5 | 0 | 5 | 0  | 0 | −1.92 |

### Fase Final
|  | Quartas de final                                            | Quartas de final                                   |                                                  |       | Semifinais | Semifinais |  |  | Final | Final |
|  |                                                             |                                                    |                                                  |       |            |            |  |  |       |       |
|  | 9 de Março – Iqbal Stadium, Faisalabad, Paquistão           |                                                    |                                                  |       |            |            |  |  |       |       |
|  |                                                             |                                                    |                                                  |       |            |            |  |  |       |       |
|  | Inglaterra                                                  | 235/8                                              |                                                  |       |            |            |  |  |       |       |
|  | Inglaterra                                                  | 235/8                                              | 13 de Março – Eden Gardens, Calcutá, Índia       |       |            |            |  |  |       |       |
|  | Sri Lanka                                                   | 236/5                                              |                                                  |       |            |            |  |  |       |       |
|  | Sri Lanka                                                   | 236/5                                              | Sri Lanka                                        | 251/8 |            |            |  |  |       |       |
|  | 9 de Março – M Chinnaswamy Stadium, Bangalore, Índia        |                                                    | Sri Lanka                                        | 251/8 |            |            |  |  |       |       |
|  |                                                             | Índia                                              | 120/8                                            |       |            |            |  |  |       |       |
|  | Índia                                                       | Índia                                              | 120/8                                            | 287/8 |            |            |  |  |       |       |
|  | Índia                                                       |                                                    | 17 de Março – Gaddafi Stadium, Lahore, Paquistão | 287/8 |            |            |  |  |       |       |
|  | Paquistão                                                   | 248/9                                              |                                                  |       |            |            |  |  |       |       |
|  | Paquistão                                                   | 248/9                                              | Sri Lanka                                        | 245/3 |            |            |  |  |       |       |
|  | 11 de Março – National Stadium, Karachi, Karachi, Paquistão |                                                    | Sri Lanka                                        | 245/3 |            |            |  |  |       |       |
|  |                                                             | Austrália                                          | 241/7                                            |       |            |            |  |  |       |       |
|  | Índias Ocidentais                                           | Austrália                                          | 241/7                                            | 264/8 |            |            |  |  |       |       |
|  | Índias Ocidentais                                           | 14 de Março – Punjab C.A. Stadium, Ajitgarh, Índia |                                                  | 264/8 |            |            |  |  |       |       |
|  | África do Sul                                               | 245                                                |                                                  |       |            |            |  |  |       |       |
|  | África do Sul                                               | 245                                                | Índias Ocidentais                                | 202   |            |            |  |  |       |       |
|  | 11 de Março – MA Chidambaram Stadium, Chennai, Índia        |                                                    | Índias Ocidentais                                | 202   |            |            |  |  |       |       |
|  |                                                             | Austrália                                          | 207/8                                            |       |            |            |  |  |       |       |
|  | Nova Zelândia                                               | Austrália                                          | 207/8                                            | 286/9 |            |            |  |  |       |       |
|  | Nova Zelândia                                               |                                                    |                                                  | 286/9 |            |            |  |  |       |       |
|  | Austrália                                                   | 289/4                                              |                                                  |       |            |            |  |  |       |       |
|  | Austrália                                                   | 289/4                                              |                                                  |       |            |            |  |  |       |       |